# Bifilair
Bifilair is een wijze van wikkelen bij weerstanden met als doel het reduceren van de zelfinductie.

## Uitvoering
Bij draadgewonden weerstanden met bifilaire wikkeling wordt een dubbelgevouwen weerstandsdraad gebruikt, zodat er evenveel wikkelingen linksom als rechtsom zijn. Hierdoor zullen de magnetische velden elkaar voor een belangrijk deel opheffen, wat een kleinere zelfinductie tot gevolg heeft. 
Nadeel van deze methode is dat de parasitaire capaciteit tussen de draden bijzonder groot is. Om de capaciteit van de weerstand te verlagen wordt de kaartwikkeling of de Ayrton-Perry-wikkeling toegepast.